# Kamunda Tshinabu
Kamunda Tshinabu (8 maggio 1946) è un ex calciatore della Repubblica Democratica del Congo, di ruolo centrocampista.

## Carriera
Insieme alla nazionale di calcio dello Zaire vinse la Coppa delle Nazioni Africane del 1974, si qualificò e giocò, sempre lo stesso anno, al campionato del mondo 1974.

## Palmarès

### Nazionale
- Coppa d'Africa: 1

Egitto 1974